# The Shard
The Shard, også omtalt som Shard of Glass,  Shard London Bridge og tidligere London Bridge Tower,  er en 95 etager høj skyskraber i London i Storbritannien. Dens opførelse blev påbegyndt marts 2009. Den blev indviet den 5. juli 2012 og åbnede for offentligheden den 1. februar 2013.   Med en højde på 309,6 meter var The Shard ved færdiggørelsen den højeste bygning i EU og den næsthøjeste i Europa efter Mercury City Tower i Moskva. The Shard er også den næsthøjeste konstruktion i Storbritannien efter betontårnet ved Emley Moor transmitting station.